# حزقيال كاري
حزقيال كاري (بالإسبانية: Ezequiel Garré)‏ هو لاعب كرة قدم أرجنتيني في مركز الدفاع، ولد في 10 نوفمبر 1981 في بوينس آيرس في الأرجنتين. لعب مع أتلتيكو باتروناتو وأرجنتينوس جونيورز وتشاكاريتا جيونيورز وخميناسيا خوخوي ونادي ألميرانته براون ونادي بورتيمونينسي.

## وصلات خارجية
- حزقيال كاري على موقع قاعدة بيانات كرة القدم.إي يو (الإنجليزية)
- حزقيال كاري على موقع Soccerway.com (الإنجليزية)